# Хазар
Хазар или Козар, Хозариг, Хазариг (на латински: Khozarig; Kozar) e според Хазарската кореспонденция легендарен предводител на народа хазари.
Той е син на Тогарма (Togarmah), който е третият син на Гомер, най-възрастният син на Яфет и внук на Ной.
Той е брат на Булгар (Bulgar), Ужур (Ujur), Таврис (Tauris), Авар (Avar), Огуз (Uauz), Бизал (Bizal), Тарна (Tarna), Янур (Janur) и Сабир или Савир (Sabir, Sawir).